# Nodiko Tatișvili

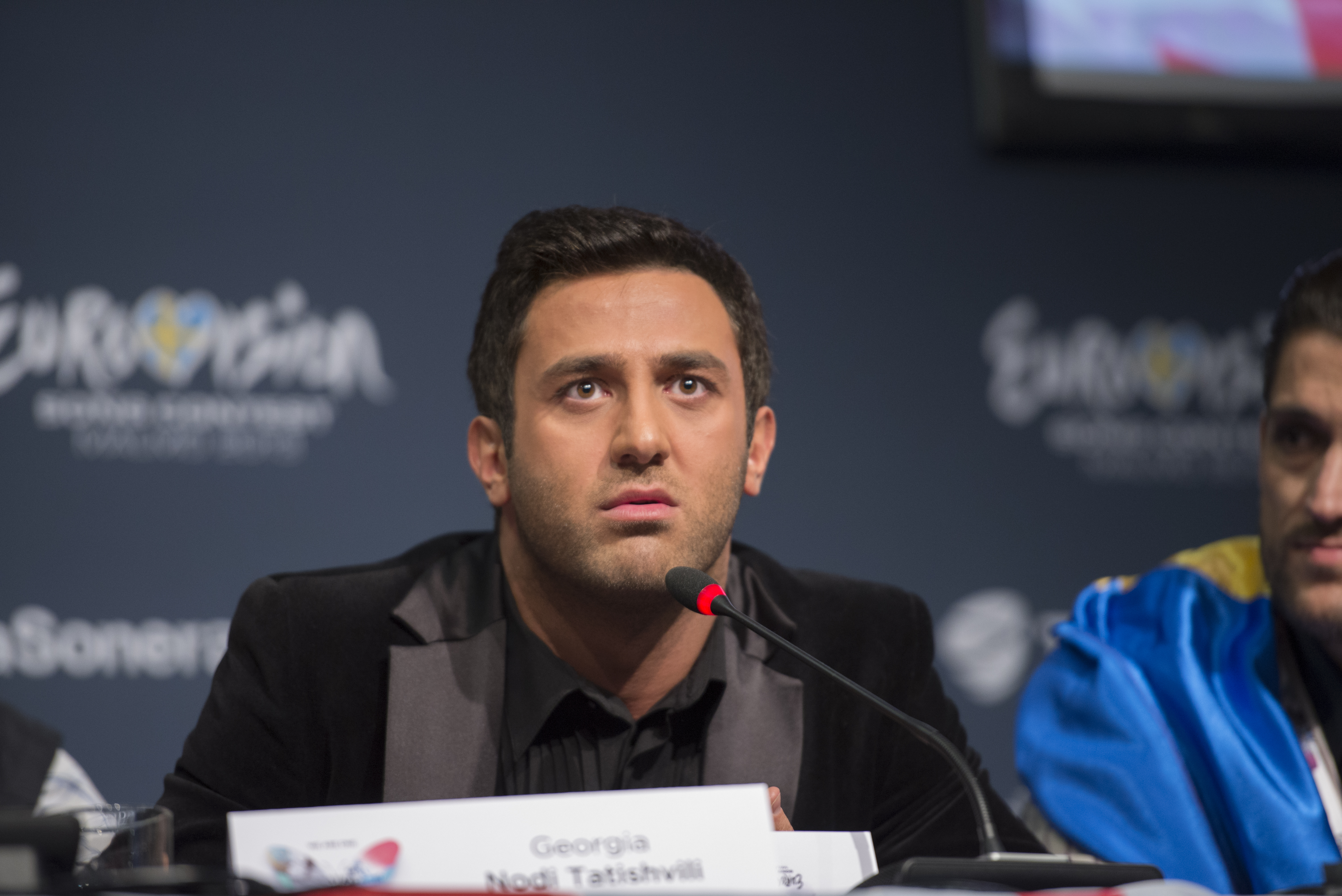
Nodiko în timpul conferinţei de presă din cadrul Concursului Muzical Eurovision 2013

Nodiko "Nodar" Tatișvili (ნოდიკო "ნოდარ" თათიშვილი) este un cântăreț georgian. El va reprezenta Georgia la Concursul Muzical Eurovision 2013 împreuna cu Sopho Ghelovani.